# Félix Proto
Félix Proto, né le 8 mars 1942 à Pointe-à-Pitre et mort le 2 juin 2013 à Baie-Mahault, est un médecin et homme politique français, membre de la Fédération guadeloupéenne du Parti socialiste (FGPS). Il est président du conseil régional de la Guadeloupe de 1986 à 1992. 

## Biographie
Il suit ses études secondaires au lycée Carnot, puis au lycée Buffon à Paris. Il poursuit ses études supérieures à la faculté de médecine de Bordeaux.
Son diplôme en poche, il rentre en Guadeloupe, où il ouvre son cabinet de stomatologie avant de devenir chef de service d'ORL et traumatologie maxillo-faciale au C.H.U. de Pointe-à-Pitre.

## Engagement politique

### Militant
Adhérent de la FGPS depuis 1973, il en est le secrétaire général de novembre 1981 à début 1983.

### Régionales de 1983
En 1983, en désaccord avec la direction de la FGPS, il participe à une liste dissidente, qui à pour tête de liste Harry Méry, l'ancien directeur de la Caisse centrale de coopération économique. Accompagnés de Jacques Davila, président du comité économique et social, ils mènent une campagne « contre tous les notables » et pour une gauche moderniste et transformatrice.
Candidat dissident lors des cantonales de 1985, il n'est pas élu, mais reste membre de la FGPS.

### Régionales de 1986
Douzième de la liste socialiste lors des élections régionales de 1986, il en est le dernier élu. Dominique Larifla, la tête de liste, qui a conquis le conseil général en 1985, voyant que les ressources et les compétences du Conseil régional sont plus faibles qu'au département garde ce dernier. Frédéric Jalton, déjà député, ne veut lui non plus pas du poste. Ils proposent Félix Proto comme président, pensant le contrôler via le conseil général, et que n'étant pas élu local il n'ait pas d'appui solide. 
Mais une fois élu, il prend son autonomie et veut développer rapidement et transformer la Guadeloupe. 
Sous sa présidence, profitant des leviers de la décentralisation, la région s'emploie, pendant les six ans de sa mandature, à moderniser le pays. C'est de cette époque que datent la refonte totale du réseau routier, avec les deux ponts de la Gabarre et de l'Alliance, la construction de six lycées, la mise en place du Samu au CHU, le soutien à l’aviation et à la formation de pilotes, la mise en chantier de l'aéroport Pôle Caraïbes, le vélodrome Amédée-Detraux à Gourde-Liane, ainsi que la construction de l'hôtel de région.

### Régionales de 1992
Avec tous les investissements, une forte dette s'est formée au budget du conseil régional. Cette situation est utilisée contre lui par ses adversaires de droite Lucette Michaux-Chevry ou José Moustache, mais il subit également les attaques du secrétaire fédéral du PS Dominique Larifla, qui entreprend de monter une liste contre lui. Voulant maintenir l'unité socialiste, il propose au patriarche Frédéric Jalton de prendre sa place en tête de la liste, mais rien n'y fait. Dominique Larifla monte une liste avec d'autres dissidents socialistes, mais également des divers droite comme les maires du Moule Gabrielle Louis-Carabin ou Claude Guillaume de Pointe-Noire. Cette division affecte également le PCG, dont l'aile orthodoxe le soutient fortement, mais dont la scission, le PPDG, appuie Dominique Larifla.

### Régionales de 1998
Lors des élections régionales de 1998, il mène une liste socialiste dissidente, en opposition à l'alliance entre la FGPS, le parti de Dominique Larifla, le GUSR et le PPDG. Elle ne recueille que 4 262 voix (soit 3,25 %), elle n'obtient pas d'élu.

### Municipales de 2001
En mars 2001, il mène une liste d'opposition au maire sortant de Pointe-à-Pitre, Henri Bangou (PPDG), sous l'étiquette de dissident FGPS. Après avoir obtenu 909 voix (10,24 %), sa liste fusionne pour le second tour avec celles d'Ernest Daninthe (PCG) qui a réuni 891 voix (10,04 %) et de René DVD (469 voix 5,28 %). Au second tour, ils obtiennent 2 059 voix (22,10 %) et 4 élus, dont Félix Proto.

### Régionales et cantonales de 2004
Pour les élections régionales de 2004, il occupe la 8e place sur la liste de droite menée par la pharmacienne Juliette Nubret. C'est un grand échec, la liste ne récoltant que 2 302 voix (1,55 %).
Pour les élections cantonales qui se tiennent en même temps que les régionales, il se présente à la succession de Daniel Géniès (RS) dans le canton de Pointe-à-Pitre-2, mais il n'obtient que 213 voix (9,14 %) et est éliminé dès le premier tour. 

### Municipales de 2008
En 2008, il présente de nouveau une liste à Pointe-à-Pitre, cette fois en union dès le premier tour avec le PCG et l'UPLG. 
C'est un échec, le « Rassemblement pointois pour le changement, identité et conscience pointoises » se classe dernier des six listes en présence et est éliminé dès le premier tour, ne récoltant que 368 voix (4,56 %). 

### Régionales de 2010
Lors des élections régionales de 2010, il figure à la dernière place de la liste « La Région autrement » menée par Éric Jalton, qui regroupe des dissidents FGPS et GUSR, ainsi que le PCG et l'UPLG. C'est un demi succès, la liste obtenant 17 175 voix (12,40 %) et 4 élus.

## Décès
Retiré de la politique, Félix Proto meurt le 2 juin 2013 des suites d'une longue maladie. Il est enterré au cimetière de Sainte-Anne.